# Serial Experiments Lain
Serial Experiments Lain ist eine Anime-Fernsehserie des japanischen Regisseurs Ryūtarō Nakamura, mit Charakterdesign von Yoshitoshi ABe, erschienen im Jahr 1998. Die Serie wurde zwischen Juli und September 1998 auf TV Tokyo ausgestrahlt. Am 26. November 1998 erschien auch ein auf dem Anime basierendes PlayStation-Spiel.
Die Serie handelt von einem Mädchen namens Lain Iwakura, das im Laufe der Serie mehr und mehr merkt, dass sie ein Teil des internationalen Computer- und Gedankennetzwerkes „Wired“ ist.

## Handlung
Das scheue 13-jährige Mädchen Lain Iwakura (岩倉 玲音) lebt in einem Vorort von Tokio gemeinsam mit ihrem technik- und computerbesessenen Vater (岩倉 康男, Iwakura Yasuo), ihrer kühlen Mutter (岩倉 ミホ, Iwakura Miho) und ihrer ausdruckslosen älteren Schwester Mika Iwakura (岩倉 美香).
Nach dem Selbstmord der Achtklässlerin Chisa Yomoda erhalten mehrere Mitschüler aus ihrer Klasse noch E-Mails von ihr. Die meisten halten die Mail für einen Hoax, einen Scherz übers Internet. Auch Lain erhält so eine Mail, und Chisa offenbart ihr in Echtzeit über die „Wired“, dass sie nicht gestorben ist, sondern nur ihren Körper abgelegt und Gott in der Wired gefunden hat. Die „Wired“ ist ein internationales Computer-Netzwerk, das wie das Internet aufgebaut ist. Lain will nun diesen Ereignissen auf den Grund gehen. Doch auch sie wird verdächtigt, die Mails geschrieben zu haben. Nur ihre Freundin Alice Mizuki (瑞城 ありす, Mizuki Arisu) hält zu ihr.
Während dieser Zeit geht Lain mit Alice und weiteren Freundinnen in den Club „Cyberia“ in Shibuya. Dort kommt es zu seltsamen Ereignissen und Lain stellt fest, dass in der „Wired“ eine sehr bekannte Lain existiert, mit der sie häufig verwechselt wird. Sie trifft auch andere in ihrem Alter, die häufig im Club anzutreffen sind, so Taro (タロウ, Tarō). Da sie nicht viel von Computern versteht, hilft er ihr und beantwortet ihre Fragen, da er sie für die in der Wired bekannte Lain hält. Auch ihr Vater unterstützt sie dabei, mehr über die Wired herauszufinden.
Sie stößt bei ihren Recherchen auf Masami Eiri (英利 政美). Dieser hat für die Firma Tachibana Labs das Protokoll 7 entwickelt. Dieses sollte das folgende Protokoll der Wired werden. Doch um die Wired zu kontrollieren, veränderte er das Protokoll und integrierte sein Bewusstsein in den Code. Kurz darauf starb sein Körper und er lebte in der Wired weiter. Von einigen Gruppen wird er als „Gott der Wired“ betrachtet. Seiner Meinung nach kann sich der Mensch nur weiterentwickeln, wenn er seinen Körper ablegt. Er hat auch Chisa zum Selbstmord getrieben. Nun konzentriert er sich auf Lain, der er sagt, dass ihre Familie und Existenz nur eine Illusion sei. In Wahrheit sei sie die Lain aus der Wired, mit der sie wohl wirklich identisch ist, und von ihm geschaffen worden. Auch gelingt es ihm, ihr Verhältnis zu Alice schwer zu belasten.
Doch auch Lain gelingt es, mit der Wired umzugehen und kann sich so Eiri entziehen. Sie erkennt, dass reale und virtuelle Welt nicht voneinander zu trennen sind. Dabei entwickelt sie verschiedene Identitäten und durchläuft eine Evolution hin zu einem allgegenwärtigen und allmächtigen Wesen der virtuellen Welt, als welches sie z. B. die Gedanken und Erinnerungen anderer Personen über die „Wired“ beliebig überschreiben kann.

## Konzeption  und Themen
Serial Experiments Lain verwendet einen avantgardistischen Erzähl- und Zeichenstil, der auf Yoshitoshi ABe zurückzuführen ist. Die Handlung verläuft verwirrend, Handlungsstränge werden bewusst unterbrochen oder nicht zu Ende geführt. Vieles bleibt dem Zuschauer verschlossen und wird nicht direkt aufgelöst. Vielmehr ist der Zuschauer selbst angehalten jene Mysterien, die sich im Laufe der Handlung ergeben, für sich zu lösen.
Die einzelnen Folgen werden als „Layer“ bezeichnet. In der Serie werden häufig Texteinblendungen auf hellem Hintergrund verwendet.
In der Serie wird unter anderem auf die Geschichte Alice im Wunderland Bezug genommen sowie auf ein Spiel namens Alice in Cyberland. Der Charakter Alice nimmt dabei im Laufe der Handlung eine bedeutende Stellung ein und ihre Rolle wird eine Ähnliche wie in Alice im Wunderland.
Im Gegensatz zum Spiel sollte die Serie nicht mehr den Eindruck eines virtuellen Netzwerkes vermitteln, sondern den Unterschied der Existenz innerhalb oder außerhalb des Netzwerkes. Dabei sollte das Zweifeln Lains an ihrer eigenen Existenz in einer Science-Fiction-Handlung dargestellt werden.
Ebenso werden die Lebensverhältnisse der japanischen Jugend behandelt. Einige Kinder gehen nur selten nach Hause, sondern spielen in Clubs, so wie Taro, oder werden wie die Freundinnen von Lain von Moden bestimmt. Es wurden Schüler im Alter von 13 bis 14 Jahren als Hauptpersonen gewählt, weil diese „noch am wenigsten durch das Leben komplettiert sind“.
Des Weiteren wird in der neunten Folge auf verschiedene Theorien zu Außerirdischen und der Entwicklung des Computers eingegangen. So wird mit alten Bildern aus dieser Zeit der UFO-Absturz von Roswell erwähnt. Auch auf Vannevar Bush und dessen Projekte Majestic 12 und Memex wird eingegangen. Erwähnung finden auch John Lilly, das Projekt Xanadu und die Schumann-Resonanz.

## Produktion
Laut seinem Schöpfer, Yasuyuki Ueda, war das Projekt Lain "selbst ein großes Risiko".
Produziert wurde die Serie mit 13 Folgen vom Studio Triangle Staff unter der Regie von Ryūtarō Nakamura.
Bei der Produktion verwendete man viele Computeranimationen. Wegen des Themas war auch ein professioneller Programmierer im Team beschäftigt. Zudem arbeiteten alle Beteiligten mit Macintosh-Computern und arbeiteten so an den Animationen teilweise direkt mit.
Der Autor Chiaki J. Konaka begann die Handlung als Horrorgeschichte zu schreiben, da dies bis dahin sein Genre war. Daher beginnt es auch mit der Mail einer kürzlich Verstorbenen. Das Hauptthema der Serie war zu Beginn „Vielleicht ist der Himmel mit dem Netzwerk verbunden“.
Die erste Folge wurde von Regisseur Nakamura und dem zeichnerischen Leiter Takahiro Kishida geschaffen. In dieser Folge gibt es Bilder, an denen Kishida persönlich über einen Monat gezeichnet hat. Zudem stellt eine zehnsekündige Szene das Zimmer von Lain mit außergewöhnlicher Detailfülle dar.
Die Serie wurde einige Male mit Neon Genesis Evangelion verglichen, besonders wurden Ähnlichkeiten zwischen Lain und Ayanami Rei, einem Charakter aus Neon Genesis Evangelion, vermutet. Doch wurde vom Szenenautor Konaka eine Verbindung zwischen Lain und Evangelion abgestritten. Die Verwendung von Text im Bild, was ebenso in beiden Serien vorkommt, führte Konaka darauf zurück, dass er und Hideaki Anno, der Regisseur von Evangelion, sich von ähnlichen Quellen inspirieren ließen. Er wurde vor allem von Jean-Luc Godard beeinflusst, der diese Technik schon lange vorher nutzte.

## Veröffentlichungen
Die japanische Erstausstrahlung erfolgte auf TV Tokyo im Jahr 1998, vom 6. Juli 1998 bis zum 28. September. Später wurde die Serie auch auf dem Bandai Channel gesendet. Der Anime wurde unter anderem in Nordamerika, Australien, Großbritannien, Frankreich und Italien veröffentlicht sowie auf Spanisch, Portugiesisch, Russisch und Niederländisch übersetzt.
In Deutschland wurde die Fernsehserie erstmals ab Juli 1999 von Pioneer LDC auf DVD und in englischer Sprache herausgebracht. Von September bis November 2004 wurde von SPV eine deutsch synchronisierte Version auf vier DVDs veröffentlicht.

### Synchronisation
| Rolle            | japanischer Synchronsprecher (Seiyū) | deutscher Sprecher |
| ---------------- | ------------------------------------ | ------------------ |
| Lain Iwakura     | Kaori Shimizu                        | Manja Doering      |
| Alice Mizuki     | Saeko Chiba                          | Sonja Scherff      |
| Shizuki Minagami | Sho Hayami                           | Till Hagen         |
| Yasuo Iwakura    | Ryunosuke Ohbayashi                  | Detlef Bierstedt   |
| Mika Iwakura     | Ayako Kawasumi                       | Diana Borgwardt    |
| Mihō Iwakura     | Rei Igarashi                         | Sabine Arnhold     |
| JJ               | Ari Morizumi                         | Tim Sander         |

### Musik
Der Vorspann der Serie, Duvet, wurde von bôa produziert. Für den Abspann verwendete man Tōi Sakebi von Reiichi Nakaido.

## Rezeption
Laut der Zeitschrift Funime ist der Inhalt von Serial Experiments Lain bizarr und „eine Mischung aus Psycho und virtueller Realität mit Psychologie- und Soziologiestudien“. In der Serie gebe es viele „interessante und ungewöhnliche Kameraeinstellungen und äußerst ungewöhnliche Szenen“. Die Zeichnungen seien simpel gehalten, die Charaktere einfach und realistisch gezeichnet und die Animation für eine TV-Serie überdurchschnittlich gut. Das besondere an der Serie sei, dass sie im Gegensatz zu anderen psychologischen Animes wie Perfect Blue, Shōjo Kakumei Utena, Key – The Metal Idol oder Neon Genesis Evangelion ohne Apokalypse oder Fantasy auskommt.
Die Serie gewann einen Preis in der Kategorie bei den 2nd Annual Media Arts Festival Japan 1998.

## Videospiel
Das Videospiel zur Serie wurde von Pioneer LDC am 26. November 1998 in Japan veröffentlicht.
Das Spiel selbst ist dialoglastig und lässt sich in kein klassisches Genre einordnen. Der Spieler taucht in eine künstliche virtuelle Welt ein, in der er Informationen über das Mädchen Lain erhält und Rätsel lösen muss. Dabei wird nicht dieselbe Geschichte wie im Anime erzählt.